# Joachim Mörlin

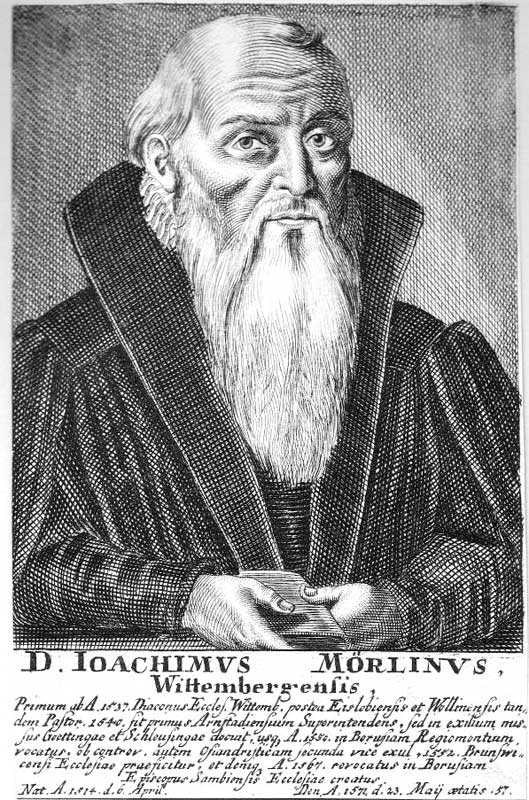
Joachim Mörlin.

Joachim Mörlin, född den 6 april 1514 i Wittenberg, död den 23 maj 1571 i Königsberg, var en tysk ortodox luthersk teolog.
Mörlin blev 1536 magister och 1539 Luthers kaplan, samt utnämndes 1540 till superintendent i Arnstadt och samma år teologisk doktor. Till följd av sin iver för kyrklig tukt avsattes han 1543 från sitt ämbete, och sedan han 1544 blivit superintendent och skolinspektör i Göttingen, var han tvungen att 1550 bege sig även därifrån, emedan han ihärdigt uppträtt mot "interim". Samma år fick Mörin en kyrkoherdebefattning i Königsberg. I den där uppblossande osiandriska striden ingrep han efter någon tid som häftig motståndare till Andreas Osiander. 
Mörlin var 1553 tvungen, då stridigheterna även efter dennes död fortsatts, lämna Königsberg. Han blev samma år superintendent i Braunschweig, men återkallades 1567 till Königsberg, först tillfälligtvis för att ge ny ordning åt den preussiska kyrkan, kort därefter som biskop av Samland. Hans viktigaste arbete är den av honom tillsammans med Martin Chemnitz 1567 avfattade skriften Repetitio corporis doctrinæ christianæ, som blev rättesnöret för luthersk bekännelse och kyrkoordning i Preussen, med anseendet av en symbolisk bok.